# 黄埔村 (广州市)

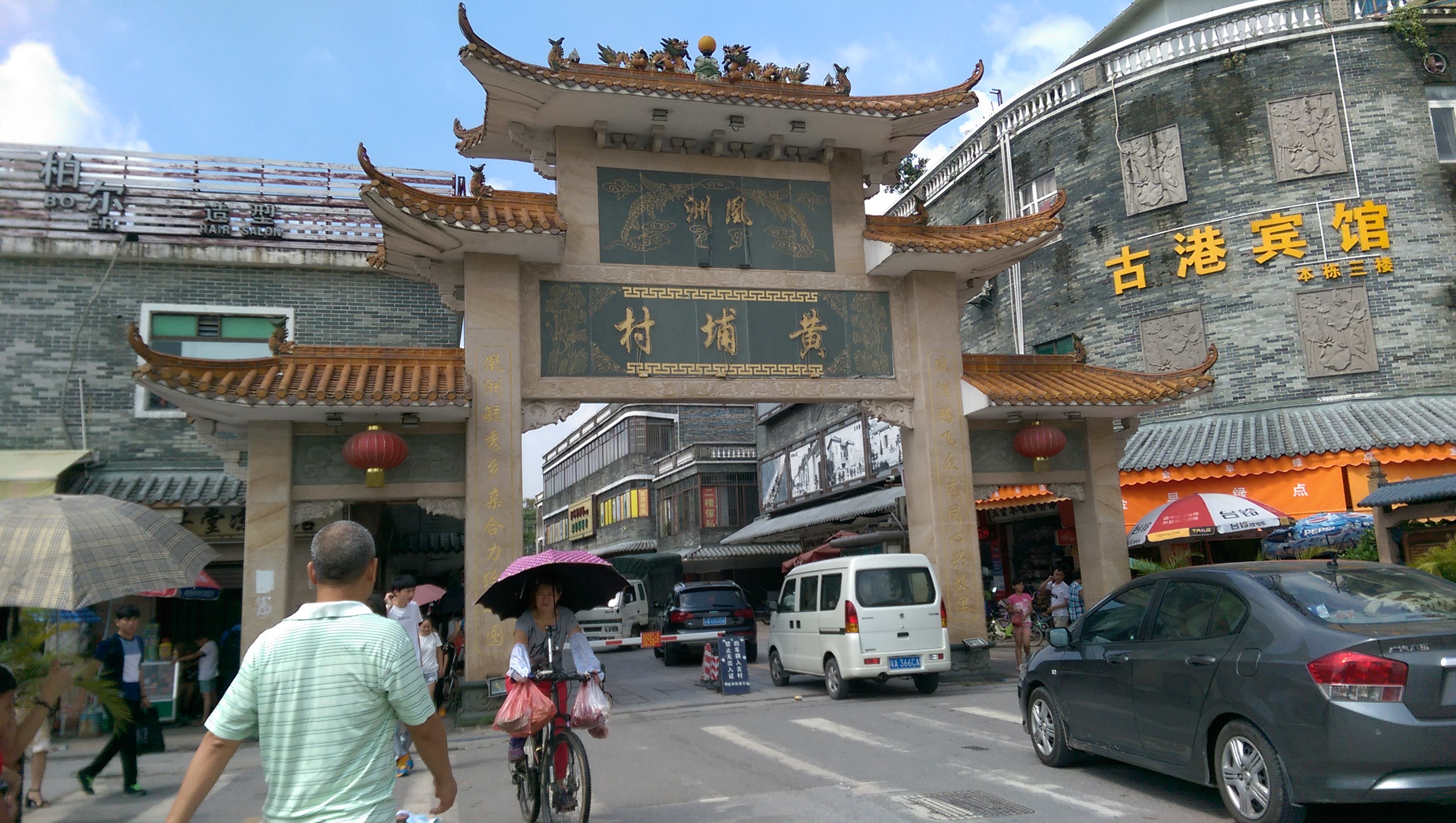
黄埔村村口

黄埔村是广东省广州市的一个传统村落（自然村），隶属于海珠区琶洲街道。与珠江对岸的长洲岛隔江相望。2013年入选中国传统村落。

## 历史
《广州市地名志》记载，黄埔村在唐代还是珠江边一片滩涂，称之为“浦”。在南宋元间。因传说中有凤凰停留于此地，从此人丁兴旺，五谷丰登，故村子早期被命名为“凰洲”和“鳳蒲”。同时因海舶所集，吸引了大批外国人前往，且当地的外国人来此地时，经常将“凤浦“误读为“黄埔”，因此该村又得名黄埔村，并延续了下来。
明代初年，广州对外港口由原来的扶胥港迁至琶洲村和黄埔港一带，亦被称之为黄埔港。1757年，因清政府一口通商，黄埔港也成为了清朝中国唯一一个能自由贸易进出的港口，黄埔村亦名声大噪。
黃埔村历史上曾属黄埔区管辖，后归为海珠区新滘镇辖，新滘镇2001年7月撤销。

## 现状
虽然黄埔港早已迁至新址，但黄埔村附近亦成为许多人周末前往观光旅游的地方，同时亦因交通和生活方便，成为了不少外来工作年轻人临时定居的选择。

## 村内
黄埔村内曾拥有北帝庙、华佗庙、洪圣殿、圣母宫、天后宫等一批和古村习俗文化息息相关的庙宇，如今仅余北帝庙。北帝庙兴建于北宋，目前庙里尚存有8块重修北帝庙的碑记，上刻1755年《重修北帝庙碑记》中“黄埔税口肆员”等重要文字资料。每逢农历三月初三北帝诞，村内的各家族在此联合举办大型庙会。该庙也是黄埔古村的制高点和标志性建筑物之一。
沿村北主干道柳塘大街约200米处，即是惇慵街。街内拥有姑婆屋、日本楼等建筑，其中较为出名的就是日本楼。相传在1900年，黄埔村村民冯佐屏在日本留学结识日本姑娘平美爱子，成婚数年后，于1924年一家四口归国返乡，为缓解爱妻思乡之情冯佐屏建了这座日本楼。而在抗战时广州沦陷，一股日军进村骚扰抢掠，平美爱子“祭”起日本天皇所送的一把宝剑，逼退了日本兵，村人逃过此劫。这位日本媳妇也因此受到全村人的尊敬。
在祠堂街，现古村仍然保留了15座祠庙，而罗、冯、胡、梁四大姓氏家族则居住于此。在当时因村居分布商业布局，分为了东市和西市两大格局。其中东市即村落中心的黄埔直街，主要为本村族人所用；西市即靠近码头的海傍街，专为来往的贸易人群服务，东西两市共同打造出了明清岭南水运城镇特色。

## 名人
- 冯肇宪：广东海军总司令，永丰舰舰长。
- 梁诚：前驻美大使。
- 胡璇泽：1878年被清政府委任为驻新加坡首任领事，后又被俄罗斯和日本委任为首任领事，既是中国第一位驻外领事，也是国际外交史上第一位身兼三国领事的外交官[4]。